# Okres Čadca
Čadca is een district (Slowaaks: Okres) in de Slowaakse regio Žilina. De hoofdstad is Čadca. Het district bestaat uit 3 steden (Slowaaks: Mesto) en 20 gemeenten (Slowaaks: Obec).

## Steden
- Čadca
- Krásno nad Kysucou
- Turzovka

## Lijst van gemeenten
| - Čierne - Dlhá nad Kysucou - Dunajov - Klokočov - Klubina - Korňa - Makov | - Nová Bystrica - Olešná - Oščadnica - Podvysoká - Radôstka - Raková - Skalité | - Stará Bystrica - Staškov - Svrčinovec - Vysoká nad Kysucou - Zákopčie - Zborov nad Bystricou |

Okres Bytča · Okres Čadca · Okres Dolný Kubín · Okres Kysucké Nové Mesto · Okres Liptovský Mikuláš · Okres Martin · Okres Námestovo · Okres Ružomberok · Okres Turčianske Teplice · Okres Tvrdošín · Okres Žilina